# 喬治·希斯特
喬治·希斯特（英語：George Hirst；1999年2月15日—）是一位英格蘭足球運動員，現效力於英冠球隊伊普斯维奇城。希斯特在場上的位置是前鋒。他的父親大衛·希斯特也是一位足球運動員。

## 外部連結
- 足球数据库：George Hirst的球员统计数据
- England profile at The FA